# Doumy
Doumy är en kommun i departementet Pyrénées-Atlantiques i regionen Nouvelle-Aquitaine i sydvästra Frankrike. Kommunen ligger i kantonen Thèze som tillhör arrondissementet Pau. År 2022 hade Doumy 327 invånare.

## Befolkningsutveckling
Antalet invånare i kommunen Doumy
| Referens: INSEE |